# 熊谷綾雄
熊谷 綾雄（くまがい あやお、1892年（明治25年）1月5日 - 1968年（昭和43年）6月19日）は、日本の政治家。室蘭市長（5期）。

## 経歴
岩手県西磐井郡一関町（現・一関市）出身。鉄道教習所を卒業後、旭川駅電信掛を皮切りに鉄道員の道を歩む。その後、名寄、滝川、岩見沢、室蘭の各駅長、稚内、旭川、室蘭の各運輸事務所長、稚内、室蘭の各管理部長を務めた。
戦後の1946年、室蘭市長松尾孝之が死去。市長選挙（準公選）が行われることになり、市長選挙に立候補して当選した。翌年4月の選挙でも当選した。市長在職中は小中学校の校舎の充実や室蘭工業専門学校の大学昇格、室蘭工業大学短期大学部の設置、図書館の開設、消防力の強化、社会福祉の充実など市の再建に大きく貢献した。また、室蘭開発株式会社と室蘭振興公社を設立し、代表取締役社長に就任した。このほか、全道市長会副会長、日勝鉄道敷設促進期成会副会長、室蘭港外築設促進期成会副会長、道央新産業都市建設期成会副会長、胆振地方総合開発期成会副会長などを歴任した。
1963年の選挙では6期目を目指したが、元助役の高薄豊次郎に敗れた。
1968年死去。死去から4年後の1972年に室蘭市から名誉市民を贈られた。

## その他
室蘭市長時代の1951年、室蘭で旧稚泊連絡船の壱岐丸が解体されることを知り、壱岐丸が稚内運輸事務所長時代の思い出の船だったため、号鐘と船舶用油燈譲り受けた。これらを保存し、後に国鉄に寄付した。号鐘は鉄道記念物に指定され、交通博物館を経て、現在鉄道博物館で保存、展示されている。

## 栄典
- 1967年 - 勲四等瑞宝章[6]